# SK Dinamo Tbilisi
El SK Dinamo Tbilisi és un club poliesportiu de Geòrgia, de la ciutat de Tbilisi. Va ser fundat el 1925. Les seccions de futbol i bàsquet són les més importants. L'equip de futbol juga actualment a la primera divisió de la lliga georgiana.

## Història
Evolució del nom:
- 1925: Dinamo Tbilisi
- 1990: Iberia Tbilisi
- 1992: Iberia-Dinamo Tbilisi
- 1993: Dinamo Tbilisi

## Palmarès

### Futbol

#### Tornejos nacionals
- Lliga georgiana de futbol (19): 1990, 1991, 1992, 1993, 1994, 1995, 1996, 1997, 1998, 1999, 2003, 2005, 2008, 2013, 2014, 2016, 2019, 2020, 2022.
- Copa georgiana de futbol (13): 1992, 1993, 1994, 1995, 1996, 1997, 2003, 2004, 2009, 2013, 2014, 2015, 2016.
- Supercopa de Geòrgia (9): 1996, 1997, 1999, 2005, 2008, 2014, 2015, 2021, 2023.
- Lliga de l'URSS de futbol (2): 1964, 1978.
- Copa de l'URSS de futbol (2): 1976, 1979.

#### Tornejos internacionals
- Recopa d'Europa (1): 1981.

### Bàsquet

#### Tornejos internacionals
- Eurolliga (1): 1962 - Subcampió (1): 1960

## Futbolistes destacats
- Borís Paitxadze
- David Kipiani
- Xota Arveladze
- Archil Arveladze
- Kakha Kaladze
- Georgi Kinkladze
- Lèvan Kobiaixvili
- Nedijeljko Zelić